# Kurtna Ahvenjärv
Ahvenjärv (est. Ahvenjärv (Kurtna Ahvenjärv)) – jezioro w gminie Illuka, w prowincji Virumaa Wschodnia, w Estonii. Położone jest na terenie obszaru chronionego krajobrazu Kurtna (est. Kurtna maastikukaitseala). Ma powierzchnię 2 hektarów, linię brzegową o długości 738 m, długość 150 m i szerokość 80 m. Jest otoczone podmokłym lasem. Jest jednym z 42 jezior wchodzących w skład pojezierza Kurtna (est. Kurtna järvestik). Przepływa przez nie kanał Raudi (est. Raudi kanal). Sąsiaduje z jeziorami Särgjärv, Räätsma, Sisalikujärv, Peen-Kirjakjärv, Kurtna Haugjärv.